# Classe V (1914)
Pour les autres classes de navires du même nom, voir classe V.
La classe V est une classe de quatre sous-marins de la Royal Navy propulsée par moteur Diesel, et construite pendant la Première Guerre mondiale. Cette classe fut construite en même temps que la classe S par Scotts Shipbuilding and Engineering Company à Greenock et la classe W par Armstrong Whitworth.

## Les sous-marins de classe V
- HMS V1 : Lancé le 23 juillet 1914. Vendu pour mise à la ferraille en novembre 1921.
- HMS V2 : Lancé le 17 février 1915. Vendu pour mise à la ferraille en novembre 1921.
- HMS V3 : Lancé le 1er avril 1915. Vendu pour mise à la ferraille en octobre 1920.
- HMS V4 : Lancé le 25 novembre 1915. Vendu pour mise à la ferraille en octobre 1920.